# Lonchocarpus nitidus
Lonchocarpus nitidus är en ärtväxtart som först beskrevs av Julius Rudolph Theodor Vogel, och fick sitt nu gällande namn av George Bentham. Lonchocarpus nitidus ingår i släktet Lonchocarpus och familjen ärtväxter. Inga underarter finns listade i Catalogue of Life.